# Roland von Flüe
Roland von Flüe (* 4. September 1961 in Wohlen) ist ein Schweizer Jazzmusiker (Tenorsaxophon, Klarinette, Bassklarinette, Querflöte).
Von Flüe wuchs in Sachseln auf und erhielt mit 12 Jahren den ersten Klarinettenunterricht. Er absolvierte die Swiss Jazz School in Bern, wo er bei Urs Leimgruber und Andy Scherrer ausgebildet wurde. 
Mit eigenen Gruppen trat er in Konzerten sowie auf Schweizer Festivals wie den Musikfestwochen Luzern, Jazz Festival Willisau oder dem Alpentöne-Festival in Altdorf UR auf. Er realisierte auch Projekte im Bereich Klassik-Jazz, Multimedia Crossover, Sampling und Live-Electronic. Auch ist er mit Kaspar Ewalds Exorbitantem Kabinett, dem Zurich Jazz Orchestra, Folka, Regula Schneider und Andy Harder tätig und hat mit Peggy Chew, Albin Bruns Alpin Quintett und Paul Haag aufgenommen. Weiterhin wirkte er als Lehrer an der Musikschule Sarnen. Er bekam Kompositionsaufträge für Schauspielmusik, Hörspiele von Radio DRS sowie Festivals (Alpentöne, Kunsttreff 13).
Roland von Flüe lebt mit seiner Familie in Hünenberg ZG und arbeitet als Hochschullehrer an der Musikhochschule Luzern.

## Diskographische Hinweise
- Smile for a While (TCB Records, 1989)
- Theo the Freak (TCB, 1991)
- New Intent (Rovo-Records, 1994)
- Tributary Orchestra: Impressionen (Rovo-Records, 1994)
- Kaspar Ewalds Exorbitantes Kabinett: Räuber (Altrisuoni, 2003)
- Voyage (2006, solo)

## Belege
1. 1 2  Hochschullehrerprofil an der Luzerner Musikhochschule, abgerufen am 6. November 2022

| Personendaten    | Personendaten         |
| ---------------- | --------------------- |
| NAME             | Flüe, Roland von      |
| KURZBESCHREIBUNG | Schweizer Jazzmusiker |
| GEBURTSDATUM     | 4. September 1961     |
| GEBURTSORT       | Wohlen                |